# Børge Kristiansen
Børge Kristiansen (født 1942 i Spjald ved Ringkøbing, død 31. juli 2024 i München, Tyskland) var en dansk dr.phil. forsker i nyere tysk og dansk litteratur. Studentereksamen i 1963 fra Vestjysk Gymnasium i Tarm. Mag. art. i germansk filologi med hovedvægt på nyere tysk litteratur 1975. Dr. phil. på afhandlingen "Unform-Form-Überform. Thomas Manns 'Zauberberg' und Schopenhauers Metaphysik", Akademisk forlag, København 1978. 2. omarbejdede og forøgede udgave 1986 på Bouvier Verlag, Bonn. Han var i en længere årrække tilknyttet Institut for Germansk Filologi i København som 1. undervisningsassistent i oldhøjtysk og middelhøjtysk litteratur (1969-1972) – 2. Adjunktvikar i samme discipliner (1972-1975)- 3. dansk lektor ved Christian-Albrechts-Universität zu Kiel, Kiel (1975-1976) – 4. Adjunkt i nyere tysk litteratur (1976-1980) – 5. Associate professor (1980-2004) – 6. Assoc. forskningsprofessor (2005-2006). Pensioneret 1. februar 2006. Arbejdede som forskningsprofessor i München.[kilde mangler]
Især inden for Thomas Mann-forskningen var Børge Kristiansen en vigtig forsker. Det er Børge Kristiansens fortjeneste, at man i den tyske Thomas Mann-forskning har opdaget den betydning filosoffen Arthur Schopenhauer spillede for Thomas Manns forfatterskab. Er ud over disputatsen fra 1978/1986 forfatter til talrige artikler om tysk og nordisk litteratur og har her blandt andet beskæftiget sig med Martin Luther, Andreas Gryphius, Goethe, Arthur Schopenhauer, Ludwig Tieck, Søren Kierkegaard, Friedrich Nietzsche, Wilhelm Raabe, Hermann Broch, Henrik Pontoppidan, Harald Kidde og Max Frisch. Har blandt andet udgivet monografierne: "'At blive sig selv' og 'At være sig selv'. En undersøgelse af identitetsfilosofien i Henrik Pontoppidans roman Lykke-Per i lyset af Luthers teologi, Schopenhauers og Nietzsches filosofi. Et bidrag til identitetsfilosofi", Multivers Academic, København 2007. Thomas Mann-Der ironische Metaphysiker. Nihilismus-Ironie-Anthropologie in Thomas Manns Erzählungen und im Zauberberg, Königshausen & Neumann, Würzburg 2013; Thomas Mann. Digtning og Tankeverden, Rosenkilde og Bahnhof, København 2013. [kilde mangler]